# Porcellio turolensis
Porcellio turolensis är en kräftdjursart som beskrevs av Cruz1992. Porcellio turolensis ingår i släktet Porcellio och familjen Porcellionidae. Inga underarter finns listade i Catalogue of Life.